# Белоглазов, Григорий Никандрович
Григо́рий Ника́ндрович Белогла́зов (1902—1988) — советский композитор и музыкальный педагог.

## Биография
Родился 17 (30) января 1902 года в городе Ревда Екатеринбургского уезда в семье служащих.
Первоначально обучался в ремесленной школе при Ревдинском заводе, затем — в Первом городском училище в Екатеринбурге. В 1920 году поступил в музыкальную школу, с 1923 по 1927 годы занимался в Свердловском музыкальном техникуме по классу скрипки у М. И. Лидского. По окончании техникума пробовал себя в дирижировании — организовал и возглавил самодеятельный оркестр при клубе Профинтерна. В 1930—1935 годах учился в горном институте. В 1940 году окончил Уральскую государственную консерваторию (класс М. П. Фролова).
В 1940—1941 годах работал преподавателем Уральской консерватории. Принимал участие в Великой Отечественной войне, служил капельмейстером пехотного полка, старший лейтенант административной службы. Награжден орденом Отечественной войны 2-й степени (06.04.1985), медалями «За оборону Советского Заполярья» (03.02.1945), «За победу над Германией в Великой Отечественной войне 1941—1945 гг.» (04.11.1945). Демобилизовавшись в 1946 году, по 1963 год Г. Н. Белоглазов продолжил заниматься педагогической деятельностью в той же консерватории (с 1958 года — доцент).
С 1948 года был членом Союза композиторов РСФСР, с 1955 года — ответственный секретарь правления Свердловского отделения Союза композиторов РСФСР.
В числе его сочинений — оперы «Охоня» (1956, по повести Д. Н. Мамина-Сибиряка «Охонины брови») и «Тревожная память» (1968); симфоническая сюита «Фронтовые эпизоды» (1947); вокально-симфоническая поэма «Екатеринбург − Свердловск» (1936); а также хоровые и сольные песни, инструментальные сочинения. Сочинил музыку к кинофильму Свердловской киностудии «Тайна зеленого бора» по рассказу П. П. Бажова «Зеленая кобылка», написал теоретическое исследование «О системе музыкально-звуковых явлений».
Умер 18 февраля 1988 года в Свердловске, похоронен на Ивановском кладбище. Сын Сергей (1947—2024) — музыкант и педагог.